# Albanella
Albanella – miejscowość i gmina we Włoszech, w regionie Kampania, w prowincji Salerno.
Według danych na rok 2004 gminę zamieszkiwało 6315 osób, 161,9 os./km².